# Пустинен хамелеон
Пустинните хамелеони (Chamaeleo namaquensis) са вид дребни влечуги от семейство Хамелеонови (Chamaeleonidae).
Разпространени са в пустинята Намиб в Намибия и южните части на Ангола. Приспособени за специфичните условия на живот в пустинята, те използват промяната на цвета си, за да регулират нагряването на тялото си. Живеят на земната повърхност и опашката им не е хватателна, за разлика от сродните им дървесни видове. Хранят се с насекоми, дребни гущери и змии и дори със скорпиони. Женските са по-едри и достигат дължина 16 cm.